# JFK Stadium
John F. Kennedy Stadium – to stadion piłkarski w Gizo na Wyspach Salomona. Jest obecnie używany głównie do meczów piłki nożnej. Swoje mecze rozgrywa na nim drużyna piłkarska Western United FC. Stadion może pomieścić 2000 widzów. Renowacja w latach 2010-2011 była współfinansowana przez FIFA w ramach programu Goal.